# Les Évasions particulières
Les Évasions particulières est un roman de Véronique Olmi paru en août 2020 aux Éditions Albin Michel.

## Trame narrative
Le roman accompagne chronologiquement les personnages surtout féminins d'une famille française des années 1970, "juste après mai 1968", de l'affaire Gabrielle Russier (1969) à l'élection présidentielle française de 1981 (avec Coluche et Mitterrand) : vivisection, bien-être animal, droit à l'avortement (IVG, Manifeste des 343), droit à la contraception, majorité civile en France à 18 ans, homosexualité, Larzac, boat-people, abandon d'enfants, adoption...
La famille Maliveri, chrétienne catholique pratiquante (deux adultes à la foi ardente), modeste, vit à Aix-en-Provence, et un peu à Paris.
Bruno et Agnès résident à Aix, avec leurs trois filles, Sabine, Hélène, Mariette.
Hélène, à trois ans, a été sauvée de la noyade par David Tavel, beau-frère, et sa famille argentée ont presque adopté Hélène, qui passe ses vacances avec eux à Paris ou en Normandie.
Hélène a une vie cloisonnée entre Aix et Paris.
Sabine est la première à se rebeller, se lancer dans le théâtre, cours de Jean-Laurent Cochet, théâtre d'appartement (monologue à partir d’Une vie de Maupassant), puis figuration au cinéma ...
Mariette est accidentée.
Leur adolescence est complexe, avec solitudes, amitiés, amours.
Et les adultes bien davantage, puisque le renouvellement problématique de document d'identité de Bruno précipite les ruptures familiales.
Parmi les personnalités évoquées, autres que politiques : Sartre, Beauvoir, Simone Veil, Simone Weil, Gisèle Halimi, Dolto, Gilbert Bécaud, Joe Dassin, Rezvani, David Bowie, Bob Dylan, Tadeusz Kantor, Jean-Luc Godard, Arvo Pärt, etc.

## Table des parties
1. Tous ensemble ils étaient quelqu'un
2. Des rêves d'autre chose
3. Un cortège de silences
4. Des mensonges sincères
5. Une puissance singulière
6. Le rythme originel
7. La promesse

## Personnages
- Maliveri (Aix-en-Provence)
  - Bruno, instituteur en école privée catholique ;
  - Agnès Richert, son épouse (qui "avait simplement rêvé d'être. Ballerine. Interprète. Pédiatre.") qui gère tout, avant de devenir factrice quand les deux aînées ont quitté le domicile ;
  - Sabine, née en 1956, (et Jean-Louis, Mathieu, Éléonore, François, etc) ;
  - Hélène, née en 1958, la fille Tavel, grande tige ;
  - Mariette, née en 1966, petite souris, asthmatique, en quête de silence ;
  - François, le grand-père, dont il faut rembourser les dettes colossales ;
- Tavel (Paris, Neuilly, Normandie)
  - le grand-père, banquier suisse ;
  - David Tavel, importateur ;
  - tante Michelle, née Richert, bibliothécaire ;
  - Vincent et Joseph, les deux fils Tavel ;
  - Caprice, teckel à poil ras, confident d'Hélène ;
  - Balou, ponette shetland...
- Laurence, femme indépendante, séparée de son mari, habitant la Bastide à Aix-en-Provence, devenue amie surtout d'Agnès ;
  - Rose, sa fille unique, accidentée à vélo et emmenée à l'hôpital par Bruno ;
  - Marius, jardinier (à tout faire) de la bastide ;
- et autres personnages secondaires.

## Éditions
- Les Évasions particulières, Éditions Albin Michel, 504 pages  (ISBN 978-2-226-44807-1).

## Accueil
Le lectorat francophone est globalement très favorable à cette chronique familiale.
« La romancière fait de chacun d’eux un être aussi complexe qu’attachant, magnifiquement et désespérément humain. »,
« Chacun de nous est coupable d’avoir assassiné son enfance. »,
« L’entente des sœurs constitue leur principale force. »,
Claire Segretain apprécie « la description attentive des ébranlements d’une famille catholique de province dans les années 1970 .»